# Picus viridanus
El pito verdoso (Picus viridanus) es una especie de ave piciforme de la familia Picidae que vive en el sureste de Asia.

## Distribución y hábitat
Se encuentra en las selvas y manglares de la costa oriental del golfo de Bengala y la península malaya, distribuido por Birmania, Malasia, Tailandia y el extremo suroriental de Bangladés.